# Équipe de Finlande de football au Championnat d'Europe 2020
Cet article relate le parcours de l’équipe de Finlande de football lors du Championnat d'Europe 2020 organisé dans 11 grandes villes d'Europe du 11 juin au 11 juillet 2021.

## Qualifications
| Rang | Équipe                 | Pts | J  | G  | N | P | Bp | Bc | Diff |  | Résultats (▼ dom., ► ext.) |     |     |     |     |     |     |
| ---- | ---------------------- | --- | -- | -- | - | - | -- | -- | ---- |  | -------------------------- | --- | --- | --- | --- | --- | --- |
| 1    | Italie                 | 30  | 10 | 10 | 0 | 0 | 37 | 4  | +33  |  | Italie                     |     | 2-0 | 2-0 | 2-1 | 9-1 | 6-0 |
| 2    | Finlande               | 18  | 10 | 6  | 0 | 4 | 16 | 10 | +6   |  | Finlande                   | 1-2 |     | 1-0 | 2-0 | 3-0 | 3-0 |
| 3    | Grèce                  | 14  | 10 | 4  | 2 | 4 | 12 | 14 | -2   |  | Grèce                      | 0-3 | 2-1 |     | 2-1 | 2-3 | 1-1 |
| 4    | Bosnie-Herzégovine (B) | 13  | 10 | 4  | 1 | 5 | 20 | 17 | +3   |  | Bosnie-Herzégovine (B)     | 0-3 | 4-1 | 2-2 |     | 2-1 | 5-0 |
| 5    | Arménie                | 10  | 10 | 3  | 1 | 6 | 14 | 25 | -11  |  | Arménie                    | 1-3 | 0-2 | 0-1 | 4-2 |     | 3-0 |
| 6    | Liechtenstein          | 2   | 10 | 0  | 2 | 8 | 2  | 31 | -29  |  | Liechtenstein              | 0-5 | 0-2 | 0-2 | 0-3 | 1-1 |     |

- Sélection directement qualifiée pour l'Euro 2020

## Phase finale

### Effectif
NB : Les âges et les sélections sont calculés au début de l'Euro 2020, le 11 juin 2021.

### Premier tour
| v · m | Équipe   | Pts | J | G | N | P | Bp | Bc | Diff |
| ----- | -------- | --- | - | - | - | - | -- | -- | ---- |
| 1     | Belgique | 9   | 3 | 3 | 0 | 0 | 7  | 1  | +6   |
| 2     | Danemark | 3   | 3 | 1 | 0 | 2 | 5  | 4  | +1   |
| 3     | Finlande | 3   | 3 | 1 | 0 | 2 | 1  | 3  | -2   |
| 4     | Russie   | 3   | 3 | 1 | 0 | 2 | 2  | 7  | -5   |

#### Danemark - Finlande
Le match a été suspendu à la 43e minute de jeu suite au malaise de Christian Eriksen. Après les nouvelles rassurantes concernant le milieu de terrain danois, les joueurs ont demandé à reprendre la rencontre à 20h30.
| Match 3            | Danemark | 0 - 1   | Finlande                 | Parken Stadium, Copenhague                                                     |                                                                                |
| 12 juin 2021 18h00 |          | (0 - 0) | 60e Pohjanpalo (Uronen ) | Spectateurs : 15 200 Arbitrage : Anthony Taylor Arbitre vidéo : Stuart Attwell | Spectateurs : 15 200 Arbitrage : Anthony Taylor Arbitre vidéo : Stuart Attwell |
| 12 juin 2021 18h00 | Rapport  |         |                          | Spectateurs : 15 200 Arbitrage : Anthony Taylor Arbitre vidéo : Stuart Attwell | Spectateurs : 15 200 Arbitrage : Anthony Taylor Arbitre vidéo : Stuart Attwell |

| Danemark | Finlande |

| DANEMARK :      |    |                       |     |
|                 |    |                       |     |
| Gardien de but  | 1  | Kasper Schmeichel     |     |
|                 | 5  | Joakim Mæhle          |     |
|                 | 6  | Andreas Christensen   |     |
|                 | 4  | Simon Kjær            | 63e |
|                 | 18 | Daniel Wass           | 76e |
|                 | 8  | Thomas Delaney        | 76e |
|                 | 23 | Pierre-Emile Højbjerg |     |
|                 | 10 | Christian Eriksen     | 43e |
|                 | 9  | Martin Braithwaite    |     |
|                 | 19 | Jonas Wind            | 63e |
|                 | 20 | Yussuf Poulsen        |     |
| Remplaçants :   |    |                       |     |
|                 | 24 | Mathias Jensen        | 43e |
|                 | 11 | Andreas Skov Olsen    | 63e |
|                 | 3  | Jannik Vestergaard    | 63e |
|                 | 17 | Jens Stryger Larsen   | 76e |
|                 | 21 | Andreas Cornelius     | 76e |
| Sélectionneur : |    |                       |     |
| Kasper Hjulmand |    |                       |     |

| FINLANDE:       |    |                      |     |     |
|                 |    |                      |     |     |
| Gardien de but  | 1  | Lukáš Hrádecký       |     |     |
|                 | 18 | Jere Uronen          |     |     |
|                 | 3  | Daniel O'Shaughnessy |     |     |
|                 | 2  | Paulus Arajuuri      |     |     |
|                 | 22 | Jukka Raitala        |     | 90e |
|                 | 4  | Joona Toivio         |     |     |
|                 | 14 | Tim Sparv            | 51e | 76e |
|                 | 6  | Glen Kamara          |     |     |
|                 | 8  | Robin Lod            | 4e  |     |
|                 | 10 | Teemu Pukki          |     | 76e |
|                 | 20 | Joel Pohjanpalo      |     | 84e |
| Remplaçants :   |    |                      |     |     |
|                 | 11 | Rasmus Schüller      |     | 76e |
|                 | 19 | Joni Kauko           |     | 76e |
|                 | 26 | Marcus Forss         |     | 84e |
|                 | 5  | Leo Väisänen         |     | 90e |
| Sélectionneur : |    |                      |     |     |
| Markku Kanerva  |    |                      |     |     |

| Assistants : Gary Beswick Adam Nunn Quatrième arbitre : Sandro Schärer Homme du match : Christian Eriksen |

#### Finlande - Russie
| Match 13                   | Finlande | 0 - 1   | Russie                       | Stade Krestovski, Saint-Petersbourg                                            |                                                                                |
| 16 juin 2021 15h00 (16h00) |          | (0 - 1) | 45+2e Mirantchouk (Dziouba ) | Spectateurs : 24 540 Arbitrage : Danny Makkelie Arbitre vidéo : Pol van Boekel | Spectateurs : 24 540 Arbitrage : Danny Makkelie Arbitre vidéo : Pol van Boekel |
| 16 juin 2021 15h00 (16h00) | Rapport  |         |                              | Spectateurs : 24 540 Arbitrage : Danny Makkelie Arbitre vidéo : Pol van Boekel | Spectateurs : 24 540 Arbitrage : Danny Makkelie Arbitre vidéo : Pol van Boekel |

| Finlande | Russie |

| FINLANDE :      |    |                      |     |     |
|                 |    |                      |     |     |
| Gardien de but  | 1  | Lukáš Hrádecký       |     |     |
|                 | 3  | Daniel O'Shaughnessy | 90e |     |
|                 | 2  | Paulus Arajuuri      |     |     |
|                 | 4  | Joona Toivio         |     | 85e |
|                 | 18 | Jere Uronen          |     |     |
|                 | 6  | Glen Kamara          | 22e |     |
|                 | 8  | Robin Lod            |     |     |
|                 | 11 | Rasmus Schüller      |     | 67e |
|                 | 22 | Jukka Raitala        |     | 75e |
|                 | 20 | Joel Pohjanpalo      |     |     |
|                 | 10 | Teemu Pukki          |     | 75e |
| Remplaçants :   |    |                      |     |     |
|                 | 19 | Joni Kauko           |     | 67e |
|                 | 13 | Pyry Soiri           |     | 75e |
|                 | 21 | Lassi Lappalainen    |     | 75e |
|                 | 9  | Fredrik Jensen       |     | 85e |
| Sélectionneur : |    |                      |     |     |
| Markku Kanerva  |    |                      |     |     |

| RUSSIE :                |    |                       |     |     |
|                         |    |                       |     |     |
| Gardien de but          | 16 | Matvey Safonov        |     |     |
|                         | 23 | Daler Kouziaïev       |     |     |
|                         | 14 | Gueorgui Djikiya      | 89e |     |
|                         | 3  | Igor Diveïev          |     |     |
|                         | 2  | Mário Fernandes       |     | 26e |
|                         | 7  | Magomed Ozdoïev       | 34e | 61e |
|                         | 8  | Dmitri Barinov        | 27e |     |
|                         | 11 | Roman Zobnine         |     |     |
|                         | 17 | Aleksandr Golovine    |     |     |
|                         | 22 | Artiom Dziouba        |     | 85e |
|                         | 15 | Alekseï Mirantchouk   |     | 85e |
| Remplaçants :           |    |                       |     |     |
|                         | 4  | Viatcheslav Karavaïev |     | 26e |
|                         | 19 | Rifat Jemaletdinov    |     | 61e |
|                         | 9  | Aleksandr Sobolev     |     | 85e |
|                         | 26 | Maksim Moukhine       |     | 85e |
| Sélectionneur :         |    |                       |     |     |
| Stanislav Tchertchessov |    |                       |     |     |

| Assistants : Hessel Steegstra Jan de Vries Quatrième arbitre : István Kovács Homme du match : Alekseï Mirantchouk |

#### Finlande - Belgique
| Match 30                   | Finlande | 0 - 2   | Belgique                                                  | Stade Krestovski, Saint-Petersbourg                                      |                                                                          |
| 21 juin 2021 21h00 (22h00) |          | (0 - 0) | 74e (csc) Hrádecký (Vermaelen ) · 81e Lukaku (De Bruyne ) | Spectateurs : 18 545 Arbitrage : Felix Brych Arbitre vidéo : Marco Fritz | Spectateurs : 18 545 Arbitrage : Felix Brych Arbitre vidéo : Marco Fritz |
| 21 juin 2021 21h00 (22h00) | Rapport  |         |                                                           | Spectateurs : 18 545 Arbitrage : Felix Brych Arbitre vidéo : Marco Fritz | Spectateurs : 18 545 Arbitrage : Felix Brych Arbitre vidéo : Marco Fritz |

| Finlande | Belgique |

| FINLANDE :      |    |                      |       |
|                 |    |                      |       |
| Gardien de but  | 1  | Lukáš Hrádecký       |       |
|                 | 18 | Jere Uronen          | 70e   |
|                 | 3  | Daniel O'Shaughnessy |       |
|                 | 2  | Paulus Arajuuri      |       |
|                 | 4  | Joona Toivio         |       |
|                 | 22 | Jukka Raitala        |       |
|                 | 6  | Glen Kamara          |       |
|                 | 14 | Tim Sparv            | 59e   |
|                 | 8  | Robin Lod            | 90+1e |
|                 | 10 | Teemu Pukki          | 90+1e |
|                 | 20 | Joel Pohjanpalo      | 70e   |
| Remplaçants :   |    |                      |       |
|                 | 11 | Rasmus Schüller      | 59e   |
|                 | 19 | Joni Kauko           | 70e   |
|                 | 17 | Nikolai Alho         | 70e   |
|                 | 26 | Marcus Forss         | 90+1e |
|                 | 9  | Fredrik Jensen       | 90+1e |
| Sélectionneur : |    |                      |       |
| Markku Kanerva  |    |                      |       |

| BELGIQUE :       |    |                   |       |
|                  |    |                   |       |
| Gardien de but   | 1  | Thibaut Courtois  |       |
|                  | 3  | Thomas Vermaelen  |       |
|                  | 18 | Jason Denayer     |       |
|                  | 4  | Dedryck Boyata    |       |
|                  | 22 | Nacer Chadli      |       |
|                  | 6  | Axel Witsel       |       |
|                  | 7  | Kevin De Bruyne   | 90+1e |
|                  | 24 | Leandro Trossard  | 75e   |
|                  | 10 | Eden Hazard       |       |
|                  | 9  | Romelu Lukaku     | 84e   |
|                  | 25 | Jérémy Doku       | 76e   |
| Remplaçants :    |    |                   |       |
|                  | 15 | Thomas Meunier    | 76e   |
|                  | 23 | Michy Batshuayi   | 76e   |
|                  | 20 | Christian Benteke | 84e   |
|                  | 17 | Hans Vanaken      | 90+1e |
| Sélectionneur :  |    |                   |       |
| Roberto Martínez |    |                   |       |

| Assistants : Mark Borsch Stefan Lupp Quatrième arbitre : Davide Massa Homme du match : Kevin De Bruyne |

## Statistiques

### Temps de jeu
| Joueur               |          |          |          | TT       | But inscrit | Passe décisive | MJ       | MT       | Légende |
| -------------------- | -------- | -------- | -------- | -------- | ----------- | -------------- | -------- | -------- | --- |
| Gardiens             | Gardiens | Gardiens | Gardiens | Gardiens | Gardiens    | Gardiens       | Gardiens | Gardiens | Abréviations et symboles : TT : Total de minutes jouées MJ : Nombre de matchs joués MT : Matchs joués en tant que titulaire : but : passe décisive : joueur entré : joueur remplacé : capitaine : carton jaune : carton rouge |
| Lukáš Hrádecký       | 90       | 90       | 90       | 270      |             |                | 3        | 3        | Abréviations et symboles : TT : Total de minutes jouées MJ : Nombre de matchs joués MT : Matchs joués en tant que titulaire : but : passe décisive : joueur entré : joueur remplacé : capitaine : carton jaune : carton rouge |
| Jesse Joronen        |          |          |          | 0        |             |                |          |          | Abréviations et symboles : TT : Total de minutes jouées MJ : Nombre de matchs joués MT : Matchs joués en tant que titulaire : but : passe décisive : joueur entré : joueur remplacé : capitaine : carton jaune : carton rouge |
| Anssi Jaakkola       |          |          |          | 0        |             |                |          |          | Abréviations et symboles : TT : Total de minutes jouées MJ : Nombre de matchs joués MT : Matchs joués en tant que titulaire : but : passe décisive : joueur entré : joueur remplacé : capitaine : carton jaune : carton rouge |
| Défenseurs           |          |          |          |          |             |                |          |          | Abréviations et symboles : TT : Total de minutes jouées MJ : Nombre de matchs joués MT : Matchs joués en tant que titulaire : but : passe décisive : joueur entré : joueur remplacé : capitaine : carton jaune : carton rouge |
| Paulus Arajuuri      | 90       | 90       | 90       | 270      |             |                | 3        | 3        | Abréviations et symboles : TT : Total de minutes jouées MJ : Nombre de matchs joués MT : Matchs joués en tant que titulaire : but : passe décisive : joueur entré : joueur remplacé : capitaine : carton jaune : carton rouge |
| Daniel O'Shaughnessy | 90       | 90       | 90       | 270      |             |                | 3        | 3        | Abréviations et symboles : TT : Total de minutes jouées MJ : Nombre de matchs joués MT : Matchs joués en tant que titulaire : but : passe décisive : joueur entré : joueur remplacé : capitaine : carton jaune : carton rouge |
| Joona Toivio         | 90       | 85       | 90       | 265      |             |                | 3        | 3        | Abréviations et symboles : TT : Total de minutes jouées MJ : Nombre de matchs joués MT : Matchs joués en tant que titulaire : but : passe décisive : joueur entré : joueur remplacé : capitaine : carton jaune : carton rouge |
| Leo Väisänen         | 1        |          |          | 1        |             |                | 1        |          | Abréviations et symboles : TT : Total de minutes jouées MJ : Nombre de matchs joués MT : Matchs joués en tant que titulaire : but : passe décisive : joueur entré : joueur remplacé : capitaine : carton jaune : carton rouge |
| Niko Hämäläinen      |          |          |          | 0        |             |                |          |          | Abréviations et symboles : TT : Total de minutes jouées MJ : Nombre de matchs joués MT : Matchs joués en tant que titulaire : but : passe décisive : joueur entré : joueur remplacé : capitaine : carton jaune : carton rouge |
| Thomas Lam           |          |          |          | 0        |             |                |          |          | Abréviations et symboles : TT : Total de minutes jouées MJ : Nombre de matchs joués MT : Matchs joués en tant que titulaire : but : passe décisive : joueur entré : joueur remplacé : capitaine : carton jaune : carton rouge |
| Jere Uronen          | 90       | 90       | 70       | 250      |             | 1              | 3        | 3        | Abréviations et symboles : TT : Total de minutes jouées MJ : Nombre de matchs joués MT : Matchs joués en tant que titulaire : but : passe décisive : joueur entré : joueur remplacé : capitaine : carton jaune : carton rouge |
| Jukka Raitala        | 90       | 75       | 90       | 255      |             |                | 3        | 3        | Abréviations et symboles : TT : Total de minutes jouées MJ : Nombre de matchs joués MT : Matchs joués en tant que titulaire : but : passe décisive : joueur entré : joueur remplacé : capitaine : carton jaune : carton rouge |
| Robert Ivanov        |          |          |          | 0        |             |                |          |          | Abréviations et symboles : TT : Total de minutes jouées MJ : Nombre de matchs joués MT : Matchs joués en tant que titulaire : but : passe décisive : joueur entré : joueur remplacé : capitaine : carton jaune : carton rouge |
| Milieux              |          |          |          |          |             |                |          |          | Abréviations et symboles : TT : Total de minutes jouées MJ : Nombre de matchs joués MT : Matchs joués en tant que titulaire : but : passe décisive : joueur entré : joueur remplacé : capitaine : carton jaune : carton rouge |
| Glen Kamara          | 90       | 90       | 90       | 270      |             |                | 3        | 3        | Abréviations et symboles : TT : Total de minutes jouées MJ : Nombre de matchs joués MT : Matchs joués en tant que titulaire : but : passe décisive : joueur entré : joueur remplacé : capitaine : carton jaune : carton rouge |
| Robert Taylor        |          |          |          | 0        |             |                |          |          | Abréviations et symboles : TT : Total de minutes jouées MJ : Nombre de matchs joués MT : Matchs joués en tant que titulaire : but : passe décisive : joueur entré : joueur remplacé : capitaine : carton jaune : carton rouge |
| Robin Lod            | 90       | 90       | 90+1     | 271      |             |                | 3        | 3        | Abréviations et symboles : TT : Total de minutes jouées MJ : Nombre de matchs joués MT : Matchs joués en tant que titulaire : but : passe décisive : joueur entré : joueur remplacé : capitaine : carton jaune : carton rouge |
| Fredrik Jensen       |          | 5        | 1        | 6        |             |                | 2        |          | Abréviations et symboles : TT : Total de minutes jouées MJ : Nombre de matchs joués MT : Matchs joués en tant que titulaire : but : passe décisive : joueur entré : joueur remplacé : capitaine : carton jaune : carton rouge |
| Rasmus Schüller      | 14       | 67       | 31       | 112      |             |                | 3        | 2        | Abréviations et symboles : TT : Total de minutes jouées MJ : Nombre de matchs joués MT : Matchs joués en tant que titulaire : but : passe décisive : joueur entré : joueur remplacé : capitaine : carton jaune : carton rouge |
| Pyry Soiri           |          | 15       |          | 15       |             |                | 1        |          | Abréviations et symboles : TT : Total de minutes jouées MJ : Nombre de matchs joués MT : Matchs joués en tant que titulaire : but : passe décisive : joueur entré : joueur remplacé : capitaine : carton jaune : carton rouge |
| Tim Sparv            | 76       |          | 59       | 135      |             |                | 2        | 2        | Abréviations et symboles : TT : Total de minutes jouées MJ : Nombre de matchs joués MT : Matchs joués en tant que titulaire : but : passe décisive : joueur entré : joueur remplacé : capitaine : carton jaune : carton rouge |
| Nikolai Alho         |          |          | 20       | 20       |             |                | 1        |          | Abréviations et symboles : TT : Total de minutes jouées MJ : Nombre de matchs joués MT : Matchs joués en tant que titulaire : but : passe décisive : joueur entré : joueur remplacé : capitaine : carton jaune : carton rouge |
| Joni Kauko           | 14       | 15       | 20       | 49       |             |                | 3        |          | Abréviations et symboles : TT : Total de minutes jouées MJ : Nombre de matchs joués MT : Matchs joués en tant que titulaire : but : passe décisive : joueur entré : joueur remplacé : capitaine : carton jaune : carton rouge |
| Onni Valakari        |          |          |          | 0        |             |                |          |          | Abréviations et symboles : TT : Total de minutes jouées MJ : Nombre de matchs joués MT : Matchs joués en tant que titulaire : but : passe décisive : joueur entré : joueur remplacé : capitaine : carton jaune : carton rouge |
| Attaquants           |          |          |          |          |             |                |          |          | Abréviations et symboles : TT : Total de minutes jouées MJ : Nombre de matchs joués MT : Matchs joués en tant que titulaire : but : passe décisive : joueur entré : joueur remplacé : capitaine : carton jaune : carton rouge |
| Teemu Pukki          | 76       | 75       | 90+1     | 242      |             |                | 3        | 3        | Abréviations et symboles : TT : Total de minutes jouées MJ : Nombre de matchs joués MT : Matchs joués en tant que titulaire : but : passe décisive : joueur entré : joueur remplacé : capitaine : carton jaune : carton rouge |
| Joel Pohjanpalo      | 84       | 90       | 70       | 244      | 1           |                | 3        | 3        | Abréviations et symboles : TT : Total de minutes jouées MJ : Nombre de matchs joués MT : Matchs joués en tant que titulaire : but : passe décisive : joueur entré : joueur remplacé : capitaine : carton jaune : carton rouge |
| Lassi Lappalainen    |          | 15       |          | 15       |             |                | 1        |          | Abréviations et symboles : TT : Total de minutes jouées MJ : Nombre de matchs joués MT : Matchs joués en tant que titulaire : but : passe décisive : joueur entré : joueur remplacé : capitaine : carton jaune : carton rouge |
| Marcus Forss         | 6        |          | 1        | 7        |             |                | 2        |          | Abréviations et symboles : TT : Total de minutes jouées MJ : Nombre de matchs joués MT : Matchs joués en tant que titulaire : but : passe décisive : joueur entré : joueur remplacé : capitaine : carton jaune : carton rouge |

| Buts | Joueurs         | Adversaires |
| ---- | --------------- | ----------- |
| 1    | Joel Pohjanpalo | Danemark    |

| Passes | Joueurs     | Adversaires |
| ------ | ----------- | ----------- |
| 1      | Jere Uronen | Danemark    |